# Théo Leoni
Théo Leoni (ur. 21 kwietnia 2000 w Brukseli) – belgijski piłkarz włoskiego i hiszpańskiego pochodzenia grający na pozycji pomocnika w klubie RSC Anderlecht.

## Kariera juniorska
Leoni grał jako junior w Royal Charleroi (2006–2011) i RSC Anderlecht (2011–2022).

## Kariera seniorska

### RSCA Futures
Leoni zadebiutował w RSCA Futures (młodzieżowej drużynie RSC Anderlecht grającej w Eerste klasse B) 14 sierpnia 2022 w meczu z KMSK Deinze (0:0). Pierwszą bramkę zdobył 16 października 2022 w przegranym 2:3 spotkaniu przeciwko młodzieżowej drużynie KRC Genk. Łącznie rozegrał dla nich 19 meczów i strzelił jednego gola.

### RSC Anderlecht
Leoni zaliczył debiut w pierwszej drużynie RSC Anderlecht 30 października 2022 w wygranym 4:2 spotkaniu przeciwko KAS Eupen. 20 sierpnia 2023 w starciu z KVC Westerlo (2:1) zaliczył dwie asysty. Pierwszego gola strzelił 27 sierpnia 2023 w meczu z Royal Charleroi (2:1). 30 września 2023 ponownie zaliczył dwie asysty w jednym meczu, tym razem było to spotkanie z KAS Eupen (3:1). 24 kwietnia 2024 ustrzelił dublet w meczu z Cercle Brugge (3:0). W sezonie 2023/2024 zajął z nimi 3. miejsce w lidze. 3 października 2024 w meczu z Realem Sociedad (2:1) strzałem z woleja zdobył swoją pierwszą bramkę w europejskich pucharach. W sezonie 2024/2025 dotarł z nimi do finału Pucharu Belgii, w którym RSC Anderlecht poniósł porażkę.

## Kariera reprezentacyjna

### Młodzieżowe reprezentacje Belgii
W 2016 Leoni zaliczył 7 występów w reprezentacji Belgii U-16. 19 stycznia 2016, w swoim debiucie, strzelił swojego pierwszego gola w tej reprezentacji. W latach 2016–2017 rozegrał 10 meczów w kadrze Belgii U-17. 25 sierpnia 2016 w swoim debiucie w meczu z Anglią (1:3) zdobył swoją pierwszą bramkę dla tej reprezentacji. W 2017 dwukrotnie zagrał w barwach reprezentacji Belgii U-18. W latach 2018–2019 5 razy zagrał w kadrze Belgii U-19.

## Statystyki

### Klubowe
(aktualne na dzień 16 lipca 2025)
| Klub               | Sezon              | Liga               | Liga  | Liga   | Puchar kraju | Puchar kraju | Europa | Europa | Suma  | Suma   |
| Klub               | Sezon              | Liga               | Mecze | Bramki | Mecze        | Bramki       | Mecze  | Bramki | Mecze | Bramki |
| ------------------ | ------------------ | ------------------ | ----- | ------ | ------------ | ------------ | ------ | ------ | ----- | ------ |
| RSCA Futures       | 2022/23            | Eerste klasse B    | 19    | 1      | 0            | 0            | –      | –      | 19    | 1      |
| RSCA Futures       | Ogólnie            | Ogólnie            | 19    | 1      | 0            | 0            | 0      | 0      | 19    | 1      |
| RSC Anderlecht     | 2022/23            | Eerste klasse      | 6     | 0      | 1            | 0            | 0      | 0      | 7     | 0      |
| RSC Anderlecht     | 2023/24            | Eerste klasse      | 37    | 5      | 2            | 0            | –      | –      | 39    | 5      |
| RSC Anderlecht     | 2024/25            | Eerste klasse      | 28    | 2      | 4            | 0            | 10     | 1      | 42    | 3      |
| RSC Anderlecht     | 2025/26            | Eerste klasse      | 0     | 0      | 0            | 0            | 0      | 0      | 0     | 0      |
| RSC Anderlecht     | Ogólnie            | Ogólnie            | 71    | 7      | 7            | 0            | 10     | 1      | 88    | 8      |
| Ogólnie w karierze | Ogólnie w karierze | Ogólnie w karierze | 90    | 8      | 7            | 0            | 10     | 1      | 107   | 9      |

### Reprezentacyjne
(aktualne na dzień 16 lipca 2025)
| Reprezentacja      | Rok                | Mecze | Bramki |
| ------------------ | ------------------ | ----- | ------ |
| Belgia U-16        | 2016               | 7     | 1      |
| Ogólnie            | Ogólnie            | 7     | 1      |
| Belgia U-17        | 2016               | 5     | 1      |
| Belgia U-17        | 2017               | 5     | 0      |
| Ogólnie            | Ogólnie            | 10    | 1      |
| Belgia U-18        | 2017               | 2     | 0      |
| Ogólnie            | Ogólnie            | 2     | 0      |
| Belgia U-19        | 2018               | 3     | 0      |
| Belgia U-19        | 2019               | 2     | 0      |
| Ogólnie            | Ogólnie            | 5     | 0      |
| Ogólnie w karierze | Ogólnie w karierze | 24    | 2      |

## Życie prywatne
Urodził się w Belgii. Jego ojciec jest Włochem, a matka Hiszpanką.